# Félix de Azara

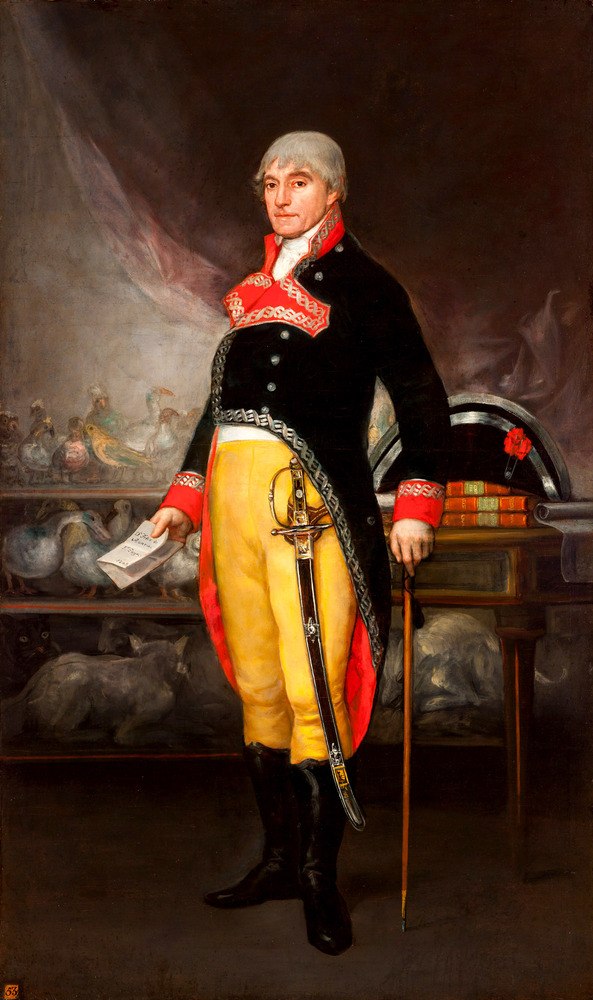
Félix de Azara, gemalt von Goya

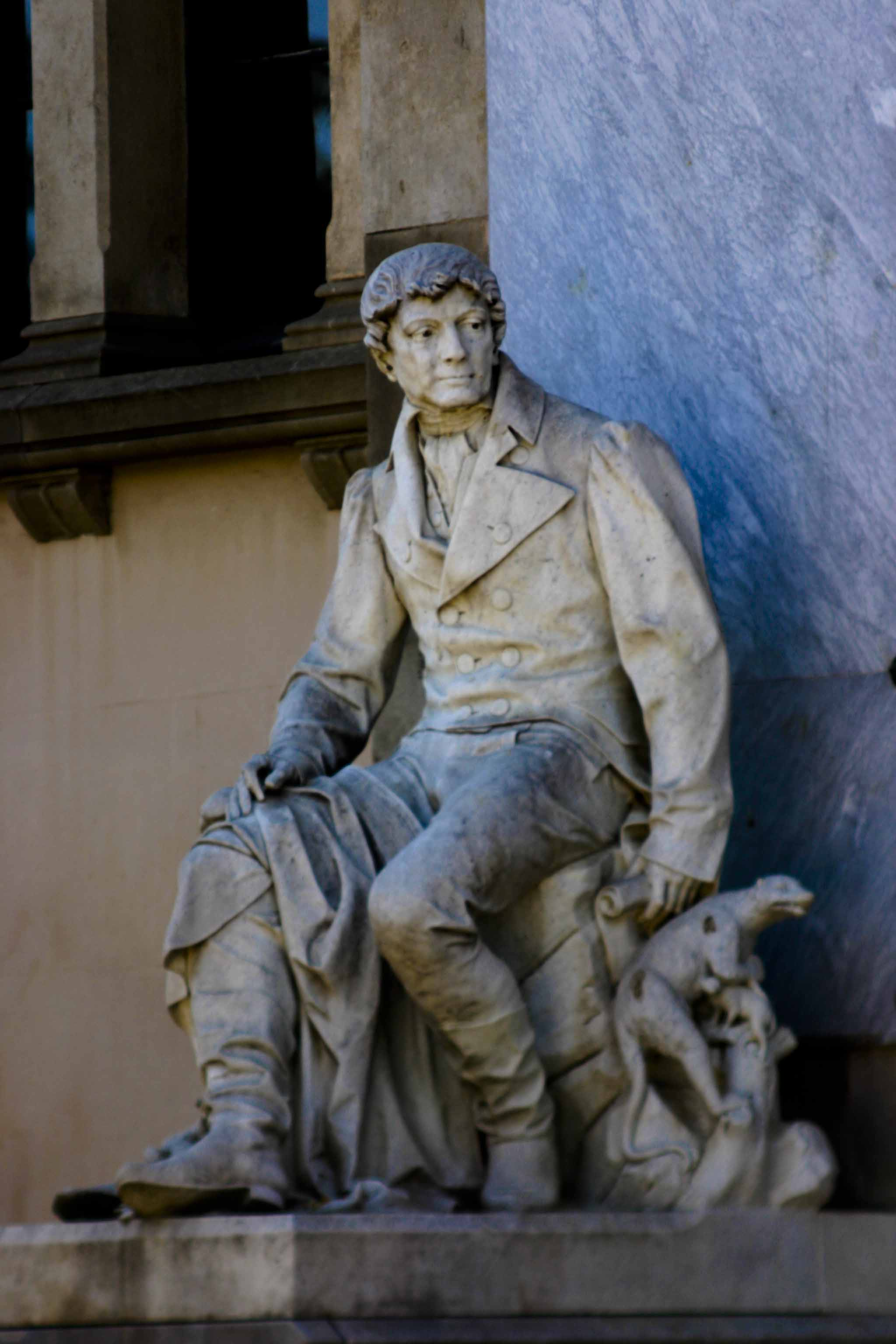
Félix de Azara, Skulptur von Eduard Alentorn

Félix Francisco José Pedro de Azara y Perera (* 18. Mai 1746 in Barbuñales bei Barbastro; † 20. Oktober 1821 in Huesca) war ein spanischer Offizier, Naturforscher und Landvermesser. Er war der jüngere Bruder des Diplomaten José Nicolás de Azara. Azara erforschte zwischen 1781 und 1801 die La-Plata-Länder und gilt als einer der bedeutendsten spanischen Südamerikaforscher.

## Leben
Azara studierte Recht und Philosophie in Huesca, entschied sich aber bald für eine militärische Laufbahn. Nach einer mathematisch-technischen Ausbildung in Barcelona wurde er 1767 Ingenieur-Leutnant in der spanischen Armee und nahm 1775 am spanischen Angriff auf Algier teil. Trotz einer schweren Verwundung wurde er zum Brigadegeneral befördert.
1777 schlossen Spanien und Portugal den Ersten Vertrag von San Ildefonso und kamen 1778 im Frieden von El Pardo überein, dass eine militärische Expedition die gemeinsamen Grenzregionen ihrer südamerikanischen Besitzungen erforschen sollte. Dabei sollte der Grenzverlauf genau festgelegt werden. Azara nahm unter José Varela y Ulloa an der Expedition teil, die ihren Ausgangspunkt 1781 im Vizekönigreich des Río de la Plata hatte.
Azara wurde der bedeutendste Teilnehmer der Expedition. Er blieb 20 Jahre in Südamerika, wovon er 14 Jahre damit verbrachte, die zum größten Teil von den Weißen noch völlig unberührten Gebiete am Río de la Plata nördlich bis zum Amazonas und des Zusammenflusses des Río Mamoré mit dem Guapore zu erforschen. Er nahm Vermessungen vor, zeichnete exakte Karten und beschrieb die Tier- und Pflanzenwelt des La-Plata- und Amazonas-Gebietes. Der Versuch eines Beamten des Vizekönigreichs, die von Azara erstellten Karten zu stehlen und als seine eigene Arbeit auszugeben, scheiterte. Es gab zu viele Mitarbeiter Azaras, die um dessen Forschungsarbeit wussten, so dass der Betrug aufflog.
Azara galt als scharfer Beobachter und aufmerksamer Forscher. Später im Leben merkte er allerdings selbstkritisch an, dass er bei all seiner Forschungsarbeit nicht in der Lage war, die Mentalität und die Bedürfnisse der Indianer in den von ihm erforschten Gebieten zu verstehen.
1801 kehrte Azara nach Europa zurück und besuchte seinen Bruder José Nicolás de Azara, der zu dieser Zeit spanischer Botschafter in Paris war. Dort traf er sich auch mit mehreren angesehenen Forschern, mit denen er für den Rest seines Lebens im Briefkontakt stand. 1809 erschien Azaras Buch Voyages dans l’Amerique Méridionale depuis 1781 jusqu'à 1801.
Als Napoleons Truppen 1808 in Spanien einfielen, bot Azara seine Dienste gegen die Franzosen an, was José de Palafox y Melci als Oberbefehlshaber Aragons aber angesichts Azaras fortgeschrittenen Alters ablehnte. Dennoch engagierte dieser sich im spanischen Widerstandskampf gegen Napoleon. Nach der Befreiung 1814 widmete sich Azara bis zu seinem Tod 1821 dem landwirtschaftlichen Wiederaufbau Aragons nach den Verwüstungen des Krieges.

## Dedikationsnamen
Nach Félix de Azara wurden benannt:
- der Dorsum Azara, ein Höhenzug auf dem Mond;
- der Azarafuchs, ein Wildhund Südamerikas;
- der Rotkropfarassari (Pteroglossus azara; fr. Araçari d'Azara) aus der Familie der Tukane;
- der Azaraschlüpfer (Synallaxis azarae, engl. Azara’s Spinetail) aus der Familie der Töpfervögel;
- der Schlankschnabel-Regenpfeifer (Charadrius collaris fr. Pluvier d’Azara) aus der Gattung der Regenpfeifer;
- die Azarabekassine (Gallinago paraguaiae) aus der Familie der Schnepfenvögel.

## Werke
- Felix von Azara: Reise nach Süd Amerika von Felix von Azara in Jahren 1781 bis 1801. Aus dem Spanischen mit Anmerkungen und einer Nachricht von dem Leben des Verfassers herausgegeben von Walkenaer. Aus dem Französischen übersetzt von Ch. Weyland. In: Magazin von merkwürdigen Reisebeschreibungen, Band 7. Berlin 1810
- Felix d’Azara: Apuntamientos para la historia natural de los Páxaros. Madrid 1802.
- Felix d’Azara: Voyages dans l’Amerique Méridionale depuis 1781 jusqu'à 1801. Mit Vermerkungen vom Baron Georges Cuvier. 4 Bände. Paris 1809.